# 周朗 (明朝)
周朗（？—？），明朝政治人物。

## 生平
1374年接替吕渊任华亭县知县一职，1375年由祝子宪接任。